# Ratusz w Rawiczu-Sarnowej
Ratusz w Rawiczu-Sarnowej – dawny ratusz Sarnowej, niegdyś miasta, od 1973 dzielnicy Rawicza.

## Historia
Klasycystyczny budynek został wybudowany na środku sarnowskiego rynku w 1837. W 1870 podczas przebudowy ratusz wzbogacił się o bogato zdobioną wieżę zegarową w stylu neogotyckim. Od 1970 budynek figuruje w rejestrze zabytków. Włączenie Sarnowej do Rawicza 1 stycznia 1973 pozbawiło budynek pierwotnej funkcji i był przez pewien czas opuszczony. Ostatecznie stał się siedzibą biblioteki.

## Architektura
Budynek został wybudowany jako piętrowy na planie prostokąta, z cegły i otynkowany. Główna fasada, siedmioosiowa, jest skierowana na zachód. Kondygnacje wieńczą gzymsy kordonowe. Dach ratusza jest dwuspadowy z naczółkami. 
Dobudowana na planie ośmioboku wieża, w przeciwieństwie do głównego budynku, była murowana z czerwonej cegły i nie została otynkowana. Neogotycki jest również stanowiący podstawę ryzalit z attyką ze sterczynami. Nad wejściem umieszczono herb Sarnowej. Wieżę zdobią postacie, zegar, pilastry i gzymsy.